# Каваре, Димитри
Димитри Каваре (фр. Dimitri Cavaré; 5 февраля 1995, Пуэнт-а-Питр, Гваделупа) — гваделупский футболист, защитник сборной Гваделупы.

## Биография

### Клубная карьера
Родился в 1995 году на Гваделупе, где и начинал заниматься футболом. В 2010 году Каваре переехал во Францию, в молодёжную команду клуба «Ланс». Начиная с сезона 2012/13 стал выступать за фарм-клуб в четвёртом французском дивизионе, а 17 августа 2013 года дебютировал за основной состав «Ланса» в матче Лиги 2 против «Осера» (4:1). По итогам сезона «Ланс» пробился в высшую лигу Франции, где в следующем сезоне Каваре стал одним из  основных игроков и провёл 20 матчей в Лиге 1 (концовку сезона пропустил из-за травмы), однако для команды в целом сезон сложился неудачно и «Ланс» вернулся в Лигу 2. После окончания сезона 2014/15 Каваре перешёл в другой клуб Лиги 1 «Ренн», но в новой команде выступал в основном за фарм-клуб и за два сезоне сыграл лишь 2 матча в высшей лиге.
17 августа 2017 года подписал двухлетний контракт с клубом английского Чемпионшипа «Барнсли». Дебютировал 1 января 2018 года в домашнем матче против «Сандерленда». Первый гол забил в выездной игре с «Астон Виллой». В конце сезона 2018/19 продлил контракт с клубом.
17 февраля 2020 года за неозвученную сумму перешёл в клуб швейцарской Суперлиги «Сьон». Дебютировал в домашнем матче против «Санкт-Галлена». Первый гол забил 25 апреля 2021 года в гостевой встрече с «Янг Бойз».

### Карьера в сборной
В 2014 году Каваре принял участие в двух товарищеских матчах молодёжной сборной Франции, но в дальнейшем во французские сборные не вызывался.
7 июня 2018 года дебютировал за сборную Гваделупы, отыграв полный матч против сборной Французской Гвианы.